# Warwick Ward
Warwick Manson Ward (* 3. Dezember 1891 in St. Ives, Cambridgeshire; † 9. Dezember 1967 in Welwyn Garden City, Hertfordshire) war ein britischer Schauspieler mit kurzer aber intensiver Karriere beim deutschen Stummfilm und ein Filmproduzent.

## Leben
Warwick Ward stieß im Jahre 1907 zur Bühne und trat in den kommenden Jahren vor allem in Gesellschaftsstücken auf, hatte aber auch Erfolg mit klassischen Rollen. Zu seinen bekanntesten Bühnenpartnern zählte der berühmte Kollege Sir George Alexander.
Nach der Rückkehr aus dem Kriegsdienst startete Ward 1919 seine Filmkarriere. Dort, wie schon zuvor auf der Bühne, wurde er bevorzugt als perfekter Gentleman und jugendlicher Charmeur und Liebhaber besetzt. Mitte der 1920er Jahre erreichte Ward seinen Popularitätshöhepunkt. Eine Filmrolle führte ihn im Herbst 1924 nach Frankreich, wo er an der Seite des Hollywood-Stars Gloria Swanson auftrat, von 1925 bis 1928 drehte er vor allem in deutschen Ateliers. Bekannt machte ihn international sein deutscher Einstand, den er in E. A. Duponts Inszenierung Varieté gab. Dort verkörperte Ward den Trapezkünstler Artinelli, der Emil Jannings seine Geliebte ausspannt und dafür mit seinem Leben bezahlt.
1928 kehrte Ward nach England zurück, konnte sich beim heimischen Tonfilm aber nicht durchsetzen. In der Anfang 1933 entstandenen Kurt-Gerron-Inszenierung Kind, ich freu’ mich auf Dein Kommen absolvierte er seinen letzten (winzigen) Auftritt.
Ward wechselte nach seiner abermaligen Heimkehr nach London hinter die Kamera und gab Anfang 1937 sein Debüt als Produzent für die Filmfirma „Welwyn“. Nach gut anderthalb Jahren war auch diese Karriere vorübergehend beendet, er kehrte aber Ende 1941 zur Filmproduktion zurück, diesmal im Dienst der Associated British Picture Corporation. Mit Stoffen wie dem Kriegs- und Ausbruchsdrama Der Mann aus Marokko, der romantischen Komödie Jugendliebe und der musikalischen Romanze Das tanzende Wien, an denen er auch als Autor mitgewirkt hatte, gelangen ihm in den 1940er Jahren einige kommerzielle Achtungserfolge. Mit einer weiteren „Welwyn“-Produktion, der Romanze The Young and the Guilty, verabschiedete sich Warwick Ward Anfang 1958 von der aktiven Filmarbeit.

## Filmografie

### Darstellung
- 1919: The Silver Lining
- 1920: Mary Latimer, Nun
- 1920: Wuthering Heights
- 1920: Handy Andy
- 1920: The Manchester Man
- 1921: Demos
- 1921: Corinthian Jack
- 1921: The Golden Dawn
- 1922: Bulldog Drommund
- 1922: Petticoat Love
- 1922: Südliche Liebe
- 1923: The Lady Owner
- 1923: The Hotel Mouse
- 1923: The Money Habit
- 1924: Seine zweite Frau
- 1924: Human Desires
- 1925: Madame Sans-Gêne
- 1925: Varieté
- 1926: Die Fahrt ins Abenteuer
- 1926: The Woman Tempted
- 1926: Die Frauengasse von Algier
- 1927: Der weiße Scheik (The White Sheik)
- 1927: Jugendrausch
- 1927: Die berühmte Frau
- 1927: Mein Leben für das Deine
- 1928: Der Fall des Staatsanwalts M …
- 1928: Maria Marten
- 1928: Looping the Loop
- 1928: Ein Mädel und drei Clowns
- 1928: Die schönste Frau von Paris
- 1928: Ihr dunkler Punkt
- 1928: Die Siegerin (After the Verdict)
- 1929: Die wunderbare Lüge der Nina Petrowna
- 1929: Die Straße der verlorenen Seelen (The Woman He Scorned)
- 1929: Die Nacht nach dem Verrat (The Informer)
- 1930: The Yellow Mask
- 1930: Birds of Prey
- 1930: Ariane (engl. Vers.)
- 1931: Deadlock
- 1931: Number Please
- 1931: Stamboul
- 1932: Blind Spot
- 1932: F.P.I
- 1933: Kind, ich freu’ mich auf Dein Kommen

### Produktion
- 1937: French Leave
- 1937: Saturday Night Revue
- 1937: The Last Chance
- 1937: Almost a Honeymoon
- 1938: The Gables Mystery
- 1938: Save a Little Sunshine
- 1938: Night Alone
- 1938: Me and My Pal
- 1938: Dead Men Are Dangerous
- 1942: Es geht um 50000 Dollar (Suspected Person)
- 1942: Women Aren’t Angels
- 1943: Warn That Man
- 1944: Der Mann aus Marokko (The Man From Morocco, auch Drehbuchbeteiligung)
- 1945: Jugendliebe (Quiet Weekend, auch Drehbuchbeteiligung)
- 1947: Starke Herzen (My Brother Jonathan)
- 1949: Das tanzende Wien (The Dancing Years, auch Drehbuchbeteiligung)
- 1957: The Young and the Guilty